# Provincia de Huaura
La provincia de Huaura es una de las diez que conforman el departamento de Lima en la costa central del Perú. Administrativamente está en la jurisdicción del Gobierno Regional de Lima. Su capital es la ciudad de Huacho, que además es sede del Gobierno regional.
Limita por el norte con la provincia de Barranca y el departamento de Áncash; por el este con la provincia de Cajatambo, la provincia de Oyón y el departamento de Pasco; por el sur con la provincia de Huaral, y por el oeste con el océano Pacífico.
Se encuentra regulada judicialmente por el distrito judicial de Huaura.
Dentro de la división eclesiástica de la Iglesia católica del Perú, pertenece a la diócesis de Huacho.

## Historia

### Imperio chimú
La provincia de Huaura fue parte del Imperio chimú o reino Chimú en su máxima expansión que llegó a durar desde los 1000 a 1470 años.
La provincia de Huaura tiene modificaciones desde el día que fue creada. Durante el virreinato, se crearon los corregimientos (1565), equivalentes a una provincia.
Es la heredera de la antigua provincia de Chancay que estaba conformada (según ley transitoria de municipalidades del 29 de diciembre de 1856) por los distritos de Huacho, Huaral, Chancay, Sayán, Supe, Barranca, Pativilca, Paccho y Checras. Debido al crecimiento poblacional y al desarrollo económico, los distritos de Huaral y Chancay pasaron a conformar la provincia de Huaral (Ley n.º 21488, del 11-V-1976); mientras que Barranca, Pativilca y Supe (Ley n.º 23939 del 01-X-1984) pasaron a conformar la provincia de Barranca. De esa manera la provincia quedó prácticamente reducida a la cuenca del río Huaura (el distrito de Ámbar fue anexado por Ley n.º 8003, del 14-II-1935, antes formó parte de la provincia de Cajatambo) pero conservando su antigua denominación, por lo que por Ley n.º 24886, del 26-V-1988 se cambió su denominación por provincia de Huaura.

### Lavilla de Huacho(Huaura)
La villa de Huacho antes así llamada y que después se convertiría en la provincia de Huaura.
Durante la época incaica, Huacho fue una pequeña aldea, poblada por indígenas yungas y posteriormente por mitimaes. Estos últimos fueron enviados por el inca Pachacutec, luego de someter a los señoríos de Chancay, Huaura, Barranca y el reino del Gran Chimú, para servir como instrumento de homogeneidad cultural y lingüística en todo el imperio. En 1533, al llegar Pizarro a Pachacámac, el curaca llamado Guaccho Pavcho, del valle Huaura (Huaura), y los demás curacas del cercado asistieron al santuario llevando muchos presentes de oro y plata. Se indica además que, en 1535 Francisco Pizarro concedió el repartimiento de indios de Gaucho al español Benito Beltrán y que posteriormente como encomienda fue concedida al capitán Juan Ballón Campomares y después del Correo Mayor de indias, apellidado Carbajal. Conforme con las ordenanzas del virrey Toledo, los indios dispersos de los diferentes aillus en 1557 se les agrupa, se forma la Reducción de Huacho.
La gente de los caciques: Hualmay, Chontac y Huaura fueron reunidos en terrenos pertenecientes al gran cacique Huacho, como aldea. El 24 de agosto de 1571, se le bautizó como San Bartolomé de Huacho, debido a la costumbre española de inculcar fe cristiana en los indios y nombrar un patrón espiritual en cada ciudad.
Decreto supremo del 23 de enero de 1866 expresa en su artículo 1: «La Villa de Huacho, será la capital de la provincia de Chancay», teniendo en cuenta que Huacho había progresado con relación a Huaura, por ello el traslado de la capital provincial.
La villa de Huacho fue elevada a la categoría de ciudad, por ley del 10 de noviembre de 1874 considerándose como capital de provincia. Esta ley fue iniciativa de los diputados, por Tumbes y Paita, José Domingo Coloma y Juan Barreto, respectivamente siendo promulgada por el presidente Manuel Pardo y siendo ministro de Gobierno don Ricardo Espinoza y hoy en actualidad la provincia de Huaura.

### Creación de cada distrito de la provincia
Los doce distritos de la provincia de Huaura son:
Huacho:

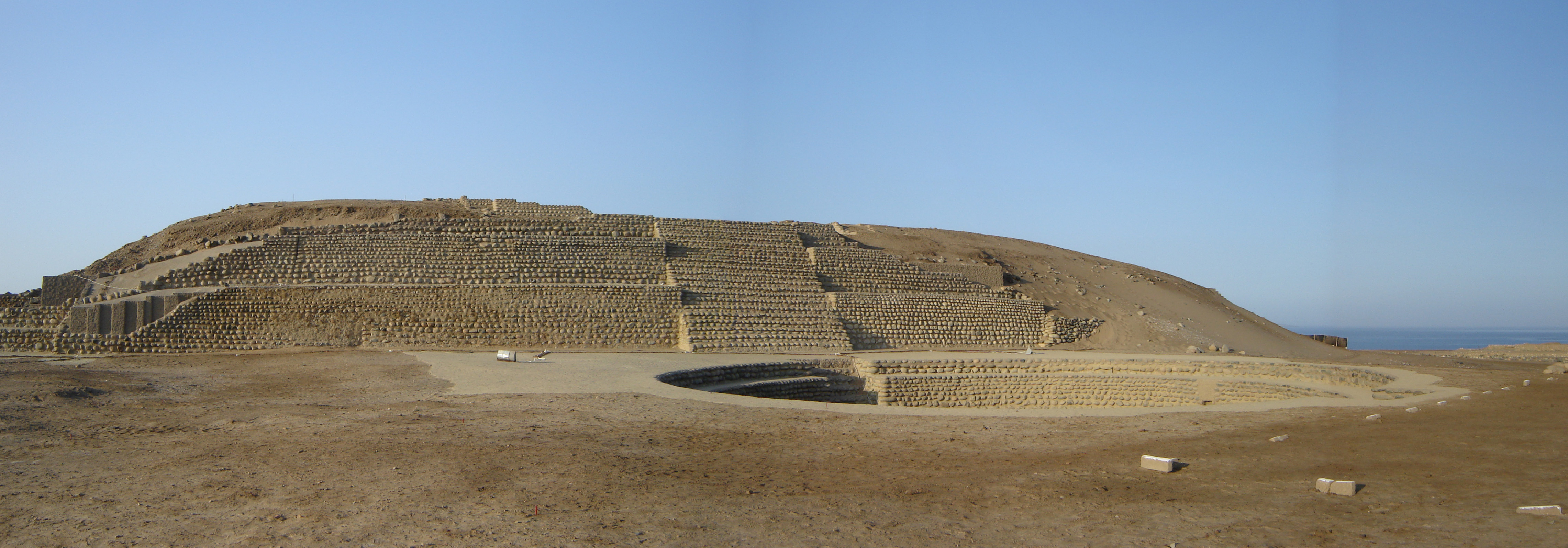
Plaza central en Bandurria

Capital de la provincia desde 23-I-1866 según decreto y ratificada como tal por Ley del 10 de noviembre de 1874. Tiene una extensión superficial de 717,02 km². Según censo del 2007, tiene una población de 55 442 habs. (27 021 hombres y 28 421 mujeres), de los cuales 53 998 viven en área urbana. Originalmente comprendía los actuales distritos de Caleta de Carquín, Hualmay y Santa María. Tiene un puerto menor.
Hualmay:
Creado por Ley n.º 2918, del 6 de diciembre de 1918, conjuntamente con Santa María. Su capital es el pueblo de Hualmay. Tiene una extensión de 5,81 km².
Santa María:
Creado conjuntamente con Hualmay por la misma Ley. Tiene una extensión de 127,51 km². Su capital es el pueblo de Cruz Blanca.
Caleta de Carquín:
Creado por Ley n.º 9398 el 30 de septiembre de 1941. Tiene una superficie de 2,04 km².
Huaura:
Distrito creado en plena época de la independencia (figura en la guía de forasteros de 1834 y en la ley transitoria de municipalidades del 29 de diciembre de 1856). Tiene una extensión de 484,43 km².
Végueta:
Distrito creado el 23 de agosto de 1920 por Ley Regional del Centro n.º 272, que lo separa de Huaura. Tiene una extensión territorial de 253,70 km². Sus límites han sido fijados mediante Ley n.º 15515, del 23 de abril de 1965. Su capital es el pueblo de Végueta.
Ámbar:
Distrito de la provincia de Cajatambo creado en la época de la independencia (figura en la guía de forasteros de 1834 y en la ley transitoria de municipalidades del 29 de diciembre de 1856). Fue anexado a la antigua provincia de Chancay por Ley n.º 8003, del 20 de febrero de 1935. Su territorio tiene una extensión de 919,40 km². Su capital es el pueblo de Ámbar.
Checras:
Distrito creado en la época de la independencia (figura en la guía de forasteros de 1834 y en la ley transitoria de municipalidades del 29 de diciembre de 1856). Su capital Chiuchín fue cambiada por Maray mediante Ley n.º 9127. Su territorio tiene una superficie de 166,37 km². Tiene una población de 1492 habs. (742 hombres y 750 mujeres), de los cuales 505 viven en zona urbana.
Santa Leonor:
Distrito creado por Ley n.º 9127, del 3 de junio de 1940. Está conformado por pueblos que antes pertenecieron al distrito de Checras. Tiene una superficie de 375,49 km². Su capital es el pueblo de Jucul.
Paccho:
Distrito creado en la época de independencia (figura en la guía de forasteros de 1834 y en la ley transitoria de municipalidades del 29 de diciembre de 1856). Tiene una superficie de 229,25 km². Por Ley n.º 2144, del 8 de octubre de 1915 fue su capital el pueblo de Santa Cruz, siendo desde el 30 de enero de 1953 el pueblo del mismo nombre (Ley n.º 11973).
Leoncio Prado:
Como distrito fue creado el 30 de enero de 1953 por Ley n.º 11973 con pueblos que antes habían sido parte del distrito de Paccho. Tiene una extensión territorial de 300,13 km². Su capital es el pueblo de Santa Cruz.
Sayán:
Distrito creado en la época de la independencia (figura en la guía de forasteros de 1834 y en la ley transitoria de municipalidades del 29 de diciembre de 1856). Su territorio tiene una extensión de 1,310 km². Su capital es el pueblo de Sayán.

## Geografía
La provincia de Huaura abarca una superficie de 4892,52 km² y tiene una población aproximada de 213 736 habitantes siendo la segunda provincia más poblada en el departamento de Lima, pese a que, en el periodo 2006-2010, había sido superada por la provincia de Cañete, por un corto tiempo.

## División administrativa
La provincia está dividida en doce distritos:
| Distrito                                                                                       | Población |
| ---------------------------------------------------------------------------------------------- | --------- |
| Ámbar                                                                                          | 1783      |
| Caleta de Carquín *                                                                            | 7465      |
| Checras                                                                                        | 1640      |
| Huacho *                                                                                       | 65 193    |
| Hualmay *                                                                                      | 30 777    |
| Huaura *                                                                                       | 37 403    |
| Leoncio Prado                                                                                  | 1998      |
| Paccho                                                                                         | 2060      |
| Santa Leonor                                                                                   | 1488      |
| Santa María *                                                                                  | 32 747    |
| Sayán                                                                                          | 15 967    |
| Végueta                                                                                        | 15 215    |
| Total provincial                                                                               | 213 736   |
| (*) Forma parte de la ciudad de Huacho Fuente: Instituto Nacional de Estadística e Informática |           |

### Principales ciudades
Las principales ciudades o centros urbanos de la provincia se destacan por albergar una población destacable y una economía resaltante.
| Ciudad                                                                         | Distrito                                       |
| ------------------------------------------------------------------------------ | ---------------------------------------------- |
| Huacho                                                                         | Huacho, Santa María, Hualmay, Huaura y Carquín |
| Végueta                                                                        | Végueta                                        |
| Sayán                                                                          | Sayán                                          |
| Andahuasi                                                                      | Sayán                                          |
| Medio Mundo                                                                    | Végueta                                        |
| Fuente:Plan de desarrollo concertado 2009-2021 (2009), municipalidad de Huacho |                                                |

## Capital
La capital de esta provincia, es la ciudad de Huacho, la cual además es la capital de facto del departamento de Lima.

## Autoridades

### Regionales
- Consejeros regionales
  - 2019-2022[4]

  1. Eugenio Huaranga Cano (Concertación para el Desarrollo Regional - Lima)

### Municipales
- 2023-2026[5]
  - Alcalde: Santiago Yuri Cano La Rosa, de Unidad Cívica Lima - La Cholita.
  - Regidores:

  1. Hubaldo Fuentes Galarza (Unidad Cívica Lima - La Cholita)
  2. Ana Rosa Ramos Flores (Unidad Cívica Lima - La Cholita)
  3. Jorge Robles Dávila (Unidad Cívica Lima - La Cholita)
  4. Alicia Ríos Padilla (Unidad Cívica Lima - La Cholita)
  5. Hosman Chagua Ventura (Unidad Cívica Lima - La Cholita)
  6. Eleuterio León Velázquez Portilla (Concertación para el Desarrollo Regional - Lima)
  7. Gerson André Melgarejo Vilcarino (Unidad Cívica Lima - La Cholita)
  8. Paul Armando Palacios Meléndez (Patria Joven)
  9. Óscar Luis García Mostacero (Alianza para el Progreso)
  10. Paúl Armando Palacios Meléndez (Movimiento Regional Unidad Cívica Lima)
  11. Henrry Walter Bustamante Chirre (Fuerza Popular)

### Policiales
- Comisaría de Huacho
  - Comisario: Cmdt. PNP Silvestre Santamaría Obando[6]

### Religiosas
- Diócesis de Huacho
  - Obispo: Mons. Antonio Santarsiero Rosas, OSJ
  - Párroco: Pbro. Antonio Colombo

## Educación

### Instituciones educativas
- IE 20321 Santa Rosa
- IE 20325 San José de Manzanares
- IE 20364
- IE 20827 Mercedes Indacochea Lozano
- IE Nuestra Señora de la Merced
- IE Inmaculada Concepción
- IE Divino Corazón de Jesús
- IE 20334 Generalísimo Don José de San Martín
- IE 20335 Nuestra Señora del Carmen

- IE Norbert Wiener
- IEE Luis Fabio Xammar Jurado
- IE 20374 San Bartolomé
- IE Coronel Pedro Portillo Silva

## Economía
La provincia de Huaura genera el mayor movimiento económico de la Región en el sector minero, agroindustrial, comercial, turístico y portuario.

### Sector primario

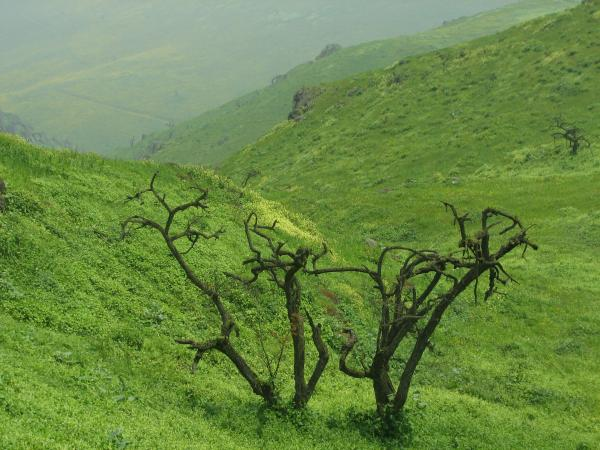
Lomas de Lachay.

#### Agricultura
La principal actividad productiva en el valle es la agricultura; de los 7 357 productores en la zona, 57 % se dedican a dicha actividad productiva, mientras que el 43 % realiza al menos una práctica pecuaria. Los distritos de Huacho, Carquín y Hualmay congregan al 11 % de los productores del valle, mientras que Santa María registra la mayor concentración con el 33 %. Para la campaña 2007-2008, se registró oficialmente un aproximado de 30 cultivos de las 10 183 ha cosechadas. Los más importantes por su contribución al valor bruto de la producción agrícola del valle fueron la caña de azúcar, la naranja, el espárrago, la alfalfa, el tomate y el maíz amarillo duro.
Según el (ITP Producción), en diciembre de 2020, los principales cultivos con base en la superficie sembrada en Huaura fueron Palta Hass (422 ha), Maíz Chala (119 ha), Melón (98 ha), Maíz Amarillo Duro (96 ha) y Frijol Caupi Chiclayo, Castilla, Chileno Grano Seco (90 ha).
En los últimos cinco años, el crecimiento de la producción de los principales cultivos agrícolas del valle ha sido importante. A los cultivos tradicionales como caña de azúcar y maíz amarillo duro, se unen frutales como el naranjo y la mandarina, además del maíz choclo. Modificada la Tenencia de la tierra por la aplicación de la ley de la Reforma Agraria n.º 17716 el 24 de junio de 1969, que dio nacimiento a las Cooperativas Agrarias de Producción que liquidaron el Sistema de Producción de las haciendas que llevó a cabo un proceso de buscar que liquidar las relaciones de trabajo antagónica.
Esta forma empresarial tuvo una corta existencia de vida que las empresas asociativas fueron parceladas en su mayoría en el valle Huaura Sayán quedando solamente cuatro cooperativas trabajando de manera integral: Cooperativa de Producción Camay, Cooperativa Agraria de Producción Manco Cápac, Cooperativa de Producción Andahuasi y Cooperativa de Producción Ingenio. La primera dedicada a la producción de lácteos; la segunda, a la producción de panllevar, y las dos últimas, a la producción de azúcar, con sus respectivos trapiches.

#### Pesca
Pesca industrial:
La provincia de Huaura cuenta con un gran potencial de recursos hidrobiológicos. La actividad de la pesca marítima se realiza a través de dos modalidades: pesca artesanal y la pesca industrial, dando origen a una industria pesquera que se ubica en los distritos de Végueta, Huacho y Caleta de Carquín. La actividad pesquera industrial se realiza mediante embarcaciones de gran capacidad, con la captura de peces para fines industriales y la fabricación de harina de pescado y aceite de pescado, así como la fabricación de conservas de pescado para exportación.
Pesca artesanal:
La pesca artesanal en los distritos costeros de la provincia de Huaura presenta desde hace mucho tiempo características típicas cíclicas de bonanza y depresión como producto de la abundancia o escasez de recursos pesqueros en la zona. Esta situación se debe a varios factores como son el crecimiento de la población, el incremento de la demanda, el libre acceso a los recursos y la falta de ordenamiento, lo que ha significado que la pesca artesanal sea actualmente considerada como una actividad de subsistencia que no genera.

#### Minería
En la cuenca del río Huaura se desarrolla la actividad minera no metálica, principalmente de carbón de tipo antracítico. En el distrito de Santa Leonor, el Yacimiento Pasquín que explota carbón. En el distrito de Checras, Cerro Valiente (Lacsanga) que explota Oro y Uranio (INEI, 1997). En lo referente a mediana y gran minería en la provincia de Huaura según la información del Gobierno Regional de Lima y que se basa en los estudios ambientales aprobados, vienen operando en la provincia la Compañía Minera Vichaycocha SAC, Empresa Minera Los Quenuales SA, Quimpac SA y Misti Gold SAC.
Esta última empresa cuenta con un certificado de viabilidad ambiental (n.º 006-2008-MEM-AAM, aprobado el 24 de enero de 2008) para el proyecto de exploración minera Invicta, localizado en el distrito de Leoncio Prado. El mismo que en un plazo de 2 años instalará 18 plantas de sondajes, construirá 50 m de galerías subterráneas, 54 pozas de sedimentación, 1 cancha de desmonte, 1 pozo séptico, entre otros. El área total disturbada será de 2,54 ha y 9774,66 m³ de material a remover, el requerimiento total de agua es de 448,10 m³ que se tomarán de la quebrada Lacsanga.
Existen 199 concesiones mineras tituladas (78 164,01 ha), 37 en trámite (13 985,19 ha), 12 extinguidas de libre denunciabilidad (3045,31 ha), 1 planta de beneficio (300,18 ha) y 3 canteras (2474,72 ha), lo que hace un total de 252 concesiones mineras, su vez existen 111 titulares de concesión, ocupando una superficie de 98 216,63 ha, lo que representa el 19,9 % de la superficie provincial.

#### Acuicultura
La acuicultura es una actividad productiva consiste en el cultivo (plantas acuáticas y algas) o cría (peces, crustáceos, moluscos, etc.) de recursos hidrobiológicos en ambientes acuáticos naturales o artificiales a fin de obtener una producción más abundante para consumo local o para fines comerciales. Actualmente esta actividad se destina a cubrir la demanda alimenticia mundial de organismos que cada día se ven más afectados por la pesca industrial y se lleva a cabo tanto en ambientes marinos como dulciacuícolas.
Las empresas dedicadas a este rubro son:
-	En el distrito de Huacho: Acuicultura de Huaura SAC (Acuahuaura SAC) con sedes en Santa María y Vegueta.
-	En el distrito de Santa Leonor: Coke Metalúrgico del Perú
-	En el distrito de Checras: Comunidad Campesina San Agustín de Canin.

### Sector secundario

#### Industria
La ciudad de Huacho es el centro industrial de los distritos de la parte alta y media de la provincia, cuyos pobladores se movilizan permanentemente a este lugar para adquirir allí productos industriales y alimenticios de diversa índole, las zonas declaradas industriales son Carquín y El Chururo que albergan varias fábricas junto con otras plantas industriales dispersas en las periferias de la ciudad como la pesquera Promasa o la embotelladora San Miguel del Sur entre otros.
La producción agrícola del valle de Huaura se orienta principalmente a proveer al gran mercado de Lima Metropolitana, abasteciendo productos de consumo directo, como el caso de los productos de pan llevar, como la papa, las menestras, y hortalizas y la fruta, o como productos procesados tales como el azúcar, el maíz amarillo como insumo de las avícolas también orientadas al mercado metropolitano. Los productos de exportación en la provincia de Huaura destacan por su creciente producción, la cual está orientado al mercado de exportación, entre ellos destacan la producción de ají páprika, espárragos, alcachofa, menestras y frutas.
En cuanto a la industria pesquera de exportación, la harina y el aceite de pescado son los principales productos del sector pesquería en el puerto de Huacho, también se tiene una pequeña producción conservera. Estas actividades se orientan principalmente a la exportación, y para cubrir la pequeña demanda local de harina de pescado para las avícolas.
Otras ciudades que albergan industrias son Andahuasi con su planta azucarera del mismo nombre, Medio Mundo con la planta de alimentos de Redondos y Végueta con plantas pesqueras y de conservas.

### Sector terciario

#### Comercio
La micro y pequeña empresa basa sus actividades empresariales en el comercio, servicios y la actividad industrial, predominantes en los distritos de la zona costera (Végueta, Huaura, Carquín, Hualmay, Santa María y Huacho) y las actividades agropecuarias en los distritos de la zona andina (Sayán, Ámbar, Paccho, Leoncio Prado, Checras y Santa Leonor). Sin embargo no existen datos exactos con lo que se refiere a actividades de extracción, construcción, transportes, restaurantes, hoteles, pesca continental y otras actividades donde interviene la micro y pequeña empresa.
Se estima también que las mypes emplean a unas 62 000 personas y contribuyen con el 80 % de la PEA en nuestra provincia.
Sin embargo, del total de las mypes de nuestra provincia solo unas 8400 (20 %) son formales, el resto se encuentra inmerso en un mundo de informalidad y evasión de obligaciones tributarias.
El caso más representativo de comercio en esta provincia es el Centro Comercial Plaza Sol en la ciudad de Huacho.

#### Turismo
Actualmente la provincia de Huaura cuenta con establecimientos de servicios turísticos como hoteles, restaurantes, peñas turísticas, discotecas y casinos tragamonedas. La ciudad de Huacho cuenta con la mayor variedad de hoteles, restaurantes y las discotecas más importantes del Norte Chico destacando las discotecas Ophera y Mi Viejo, así como Rústica, firma del empresario Mauricio Diez Canseco.
También se puede hallar la zona arqueolígica de Vichama en Vegueta, con mayor antigüedad que Caral, según el maestro D. López Mazzotti. El describe en Huacho otra joya arqueológica: la ciudadela de Bandurria que 500 años más antigua que Caral.
Hay albuferas y lagunas para el disfrute: La albufera de medio mundo, la albufera de Bandurria y la llamada laguna Encantada, también descritas por el citado autor.
En Chanchay está el famoso castillo que funciona como museo y zona de recreación y encontramos la reserva nacional de Lachay.

#### Transporte
El conocer la situación del servicio de transporte de pasajeros como de carga (mercancías) que se viene brindando en el sistema vial de la provincia, es posible establecer los poblados que están siendo atendidos, el costo del viaje (tarifas), tipo de tecnología vehicular brindado por el servicio (camioneta, camioneta rural, microbús, otras) y de otras características de los servicios de transporte público de pasajeros por carretera.

## Festividades
| Fecha                 | Festividad                 |
| --------------------- | -------------------------- |
| 1 de enero            | Año Nuevo                  |
| Marzo o abril         | Semana Santa               |
| 1 de mayo             | Día del Trabajo            |
| 2.º domingo de mayo   | Día de la Madre            |
| 3.er domingo de junio | Día del Padre              |
| 16 de julio           | Virgen del Carmen (Huaura) |
| 10 de noviembre       | Aniversario de Huacho      |
| 27 de noviembre       | Aniversario de Huaura      |
| 25 de diciembre       | Navidad                    |